# Cult of Snap
Cult of Snap è un singolo del gruppo musicale tedesco Snap!, pubblicato il 10 settembre 1990 come terzo estratto dal primo album in studio World Power.

## Tracce
7" Single
1. Cult of Snap (World Power Radio Mix) – 3:59
2. Blasé Blasé – 4:32

CD Maxi
1. Cult of Snap (World Power Mix) – 6:30
2. Cult of Snap (Album Version) – 5:18
3. Cult of Snap (World Power Radio Mix) – 3:59
4. Cult of Snap (E-Version) – 5:54

## Classifiche

### Classifiche settimanali
| Classifica (1990) | Posizione massima |
| ----------------- | ----------------- |
| Australia         | 27                |
| Austria           | 2                 |
| Belgio (Fiandre)  | 5                 |
| Europa            | 4                 |
| Finlandia         | 5                 |
| Germania          | 3                 |
| Grecia            | 5                 |
| Irlanda           | 8                 |
| Italia            | 7                 |
| Norvegia          | 5                 |
| Nuova Zelanda     | 15                |
| Paesi Bassi       | 6                 |
| Regno Unito       | 8                 |
| Spagna            | 1                 |
| Svezia            | 12                |
| Svizzera          | 5                 |

### Classifiche di fine anno
| Classifica (1990) | Posizione |
| ----------------- | --------- |
| Belgio (Fiandre)  | 68        |
| Germania          | 53        |
| Italia            | 38        |
| Paesi Bassi       | 56        |
| Spagna            | 10        |